# جان تايسنييه
جان تايسنييه (أو تايسنر) (باللاتينية: Johannes Taisnierius؛ 1508، آت، الأراضي المنخفضة الهابسبورجية - 1562، كولونيا)، الملقب هانونيوس (أي من كونتية هينو)، كان موسيقيًا وعالم رياضيات ومنجمًا من فالونيا نشر عددًا من الأعمال. وقد درّس في مختلف المدن والجامعات الأوروبية. وذُكر اسمه في بعض المصادر بشكل خاطئ جان فويسنييه. وكان لبعض الوقت مديرًا لمدرسة أولاد الكنيسة الصغيرة (ساكيلانوس) في بلاط الإمبراطور كارل الخامس (شارلكان). وبحلول عام 1559 أطلق على نفسه لقب «شاعر البلاط الملكي» (المكرم في الإمبراطورية الرومانية المقدسة)، و«دكتور القانونين»، ولكن من غير المعروف على أي سلطة استند. وبينما كان يطرح نظرية عامة للرياضيات في أربعة «قيم» هي علم الفلك والهندسة والحساب والموسيقى، وكان يهدف إلى نشر عرض عام لها، أصبح منشغلًا بعلم التنجيم وقراءة الكف، وأهمل نشر أطروحته المعلنة عن الموسيقى والتي (نظرًا إلى خبرته) ربما كانت الأكثر إثارة للاهتمام من بين جميع أعماله. وأدى استخدامه غير المعترف به لأعمال مؤلفين آخرين إلى اتهامه بالسرقة الأدبية. وكان شقيق جد ديفيد تينيرز الأكبر.

## حياته

### أصوله وتعليمه
كان جون أو جيان تايسنييه أحد أبناء توماس تيسنيير، وهو تاجر فالوني ناجح يمتلك عقارات مختلفة بالقرب من سوق مدينة آت، وزوجته ديموزيل كاثرين دو ليسيو. وكانت العائلتان مستقرتين في ذلك المكان منذ فترة طويلة. وكان لديه أخت اسمها فرانسواز وأخوان هما جواكيم (تينيير) وبيرشون. وتوضحت هذه القرابة من خلال سلسلة من المستندات في أرشيفات آت: فهي تظهر أن الأب توماس توفي قبل 4 أكتوبر من عام 1522، وخلفه جواكيم الابن الأكبر في منصب «الماتريكولاريوس» أو الكاتب الأبرشي للتسجيلات في كنيسة القديس جوليان (مكتب مملوك بعقد). وكان جواكيم جد الرسام ديفيد تينيرز الأكبر.
ذهب جان إلى الكلية في آت، ودرس القانون في جامعة لوفان، ومنها حصل على لقب «ميتر» (المتقن) الذي عرف به منذ عام 1531. ولم يشر إلى نفسه حتى عام 1558 على أنه «دكتور في القانونين»، لذا فمن المحتمل أنه لم يحصل على الدكتوراه في لوفان. وتعتمد الكثير من المعلومات المتاحة عن حياة تايسنييه ومسيرته المهنية على تصريحاته التي أدلى بها في أماكن مختلفة من أعماله المنشورة، وخاصة في قراءاته الرومانسية المليئة بتفاصيل سيرته الذاتية. وربما جرى اختيار الأمثلة التي قدمها في أوبوس ماتماتيكوم (العمل الرياضي) لعام 1562 لتقديم سرد عن حياته. ويبدو أن المراجع القديمة والعديد من المراجع الحديثة تستمد معلوماتها عنه من كتاباته الخاصة.
هذه القصيدة الغنائية الكوروغرافية لمدينة آت تعطي عينة من خياله الشعري:
تستطلع آت حدود هينو اللامعة؛

وتتفوق عظمتها الجنوبية على بلاد الغال الوحشية

لقد تمزق، وأقام معسكره.

ومن ثم إلى الشمال يتجه نحو الشاطئ

إلى فلاندرز، والتي غالبًا ما تحيطها مياه المحيط الضحلة.

حيث يسكب فيبوس على الأرض أشعة الشمس الأولى،

عند رياح يوروس الشرقية توجد أرض برابانت.

ورياح كوروس الشمالية الغربية مع نسمة خفيفة تنعش أرتواز:

### الكنيسة الإمبراطورية
في عام 1542 كان تايسنييه مديرًا لمدرسة أطفال الكنيسة الإمبراطورية للإمبراطور كارل الخامس: وجرى تكليفه بخمسة أطفال لم تعد أصواتهم مناسبة، وأعادهم إلى لوفان لمتابعة دراساتهم العليا. وأطلق على نفسه ذات اللقب في رسالة إلى ماري من المجر (حاكمة هولندا)، يطلب فيها منصب كاهن فخري في لوزو إن هينو، وقد منحه الإمبراطور هذا اللقب بالفعل. وعلى الرغم من أن الكاهن الفخري كان مسؤولًا كنسيًا، لكن من المفترض أن اللقب مُنح إلى تايسنييه كشخص عادي كوسيلة معتادة للدفع له مقابل خدمته: لا يوجد دليل مؤكد على أنه كان في الكهنوت. وفي ذلك الوقت كان نيكولا غومبير هو الميتر في الكنيسة عند كارل الخامس، ومن المهم التمييز بين دور تايسنييه كمدرس في اللغات والتعليم الأدبي عن دوره في التعليم الموسيقي، على الرغم من أن تايسنييه كان على ما يبدو مغنيًا في جوقة الكنيسة بصفته موسيقيًا. وفي نموذج منشوره عام 1558 حول استخدام الحلقات الكروية (أداة للمراقبة الهندسية)، يصف تايسنييه نفسه في صفحة العنوان بأنه («في وقت ما كان مدرسًا كنسيًا ومغنيًا لجلالة الملك الإمبراطوري كارل الخامس، ومعلمًا لأولاد الكنيسة»).
تتبع السلطات تأكيد دي لا سيرنا (1809) بأن تايسنييه بصفته الموسيقية رافق حملة الإمبراطور لغزو تونس (1535) وهذا من خلال جياكومو فيليبو توماسيني (1630). ثم أباتي غيليني (1633)، أو من إسحاق بولارت (1682)، وليس (كما كان ضمنيًا) من لودوفيكو غويتشيارديني (1567). وأشار تيسنير في أحد أعماله «قراءة الحظ» التي نُشرت عام 1562 إلى أنه في عام 1538 في توليدو (طليطلة) بإسبانيا كان مع مغنيّ الكنيسة الإمبراطورية للاحتفال بعيد الملوك الثلاثة في ألمانيا الدنيا (أي عيد الظهور الإلهي 1538/39)، رغم ذلك لم يذكر ما إذا كانت علاقته بالبلاط رسمية في ذلك الوقت. وهناك أيضًا ادعى أنه شهد ظاهرة أمام الإمبراطور والعديد من الآخرين لسفينة غواصة حملت فيها شمعة مضاءة تحت أمواج نهر تاجة وأعادتها إلى السطح وهي لا تزال مشتعلة. وفي عام 1541 كان تايسنير مع الكنيسة الإمبراطورية في بلد الوليد، حيث سجل في عرض آخر لقراءة الكف وفاة تلميذه يبراند باص، الذي كان له صوت العندليب وكان على رأس 60 مغنيًا في الكنيسة الإمبراطورية لكنه كرس نفسه للشرب والشراهة. وبعد أن دخل في معركة قضم فيها أذن رسول إمبراطوري، احتقر باص السفر مع المطربين الآخرين، واستسلم للحمى، وألقي في البحر («ألقي في البحر كطعام للأسماك»). وقعت هذه الحادثة بينما كان أسطول الإمبراطور يقوم برحلته المشؤومة إلى الجزائر العاصمة في أواخر عام 1541، والذي رافقه فيها تايسنييه مع مغنيي الكنيسة الإمبراطورية.

### التدريس في إيطاليا وصقلية
بعد أن حصل على رتبة كاهن فخري في لوزو عام 1542، أمضى السنوات التالية في إيطاليا وصقلية. وفي 1546-1547 كان يدّرس الرياضيات في الأكاديميات العامة في روما، وفي 1548 كان يدرس في فرارة. وذكر أيضًا أنه درّس في بولونيا وبابية (بافيا)، وفي عام 1559 ادعى أنه كان يسافر في أوروبا وآسيا وأفريقيا بشكل مستمر لمدة عشرين عامًا. وفي فرارة نشر كتبه الأولى، بدءًا بخطبة لاتينية كتبها في نوفمبر عام 1547، مع عمل حول صنع واستخدام الكرات، استهله ببعض القصائد (اللاتينية): يصف نفسه بأنه «شاعر» في العنوان. وأتبعه بدليل الحلقات الكروية (الحلقات الفلكية) باللغة الإيطالية، وهو أداة مسح تتكون من ثلاث حلقات متقاطعة يمكن من خلالها حساب القياسات المثلثية. (تزامن هذا مع الدليل اللاتيني الذي أعده جيما فريسيوس حول استخدام الحلقات الفلكية، والذي يحتوي على بعض الرسوم التوضيحية المشابهة، والذي نُشر في أنتويرب عام 1548 ولكن بإهداء يرجع تاريخه إلى عام 1534).
عاد إلى روما عام 1549، ثم انتقل إلى باليرمو ودخل في خدمة بيترو تاغليافيا دراغونيا، الذي أصبح منذ عام 1544 رئيس أساقفة باليرمو. والتقى به رئيس الأساقفة في ترنت وأمره بإحضار 10 منشدين واثنين من المغنيين السوبرانيين من فلاندرز. ولمدة عامين عمل تايسنييه كمرشد لغوي صوتي في كاتدرائية باليرمو، حيث أعطى دروسًا في الرياضيات. وفي باليرمو عام 1550 نشر عمله عن الحلقات الكروية، حول استخدام الحلقات الكروية، باللغة اللاتينية، مع إهداء إلى البارون أنتونينو أودو وبروسبيرو ميناربيت، وإلى الرقيب الدومينيكاني سلفاتوري مانغيفاكا: وهنا يبدو أنه صنع أدوات فلكية، بما في ذلك قرص مسطح من الكرة المادية، والبوصلات الفلكية، والحلقات الكروية، والتي فشل الطبيب الإسباني الذي اعتنق اليسوعية الذي كان يعالج جيروم برينس في أن يدفع له ثمنها.